# Conasprella lucida
Conasprella lucidus là một loài ốc biển săn mồi, là động vật thân mềm chân bụng sống ở biển trong họ Conidae, họ ốc cối. Đây là một loài sống ởhải vực Ấn Độ Dương-Thái Bình Dương.

## Hình ảnh

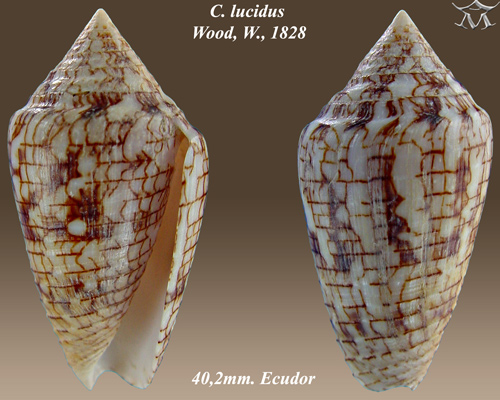
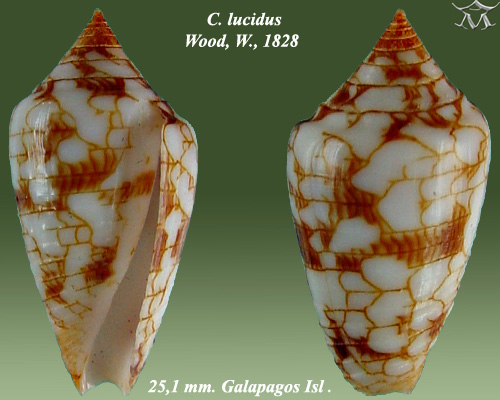